# Lefkada (stad)
Lefkada (Nieuwgrieks: Λευκάδα/Lefkáda; Oudgrieks: Λευκάς/Leukas; Katharevousa: Λευκάς/Lefkas; in het Nederlands ook Lefkas of Lefkas-Stad) is een plaats en gemeente (dimos) in de Griekse bestuurlijke regio (periferia) Ionische Eilanden op het eiland Lefkada. De gemeente telde 10.875 inwoners.

## Gemeentelijke herindeling (2011)
De zeven deelgemeenten (dimotiki enotita) van de fusiegemeente zijn:
- Apollonioi (Απολλώνιοι)
- Ellomenos (Ελλομένος)
- Kalamos (Κάλαμος)
- Karya (Καρυά)
- Kastos (Καστός)
- Lefkada (Λευκάδα)
- Sfakiotes (Σφακιώτες)

## Geboren
- Dimitrios Golemis (1877-1941), atleet
- Lafcadio Hearn (1850-1904), schrijver

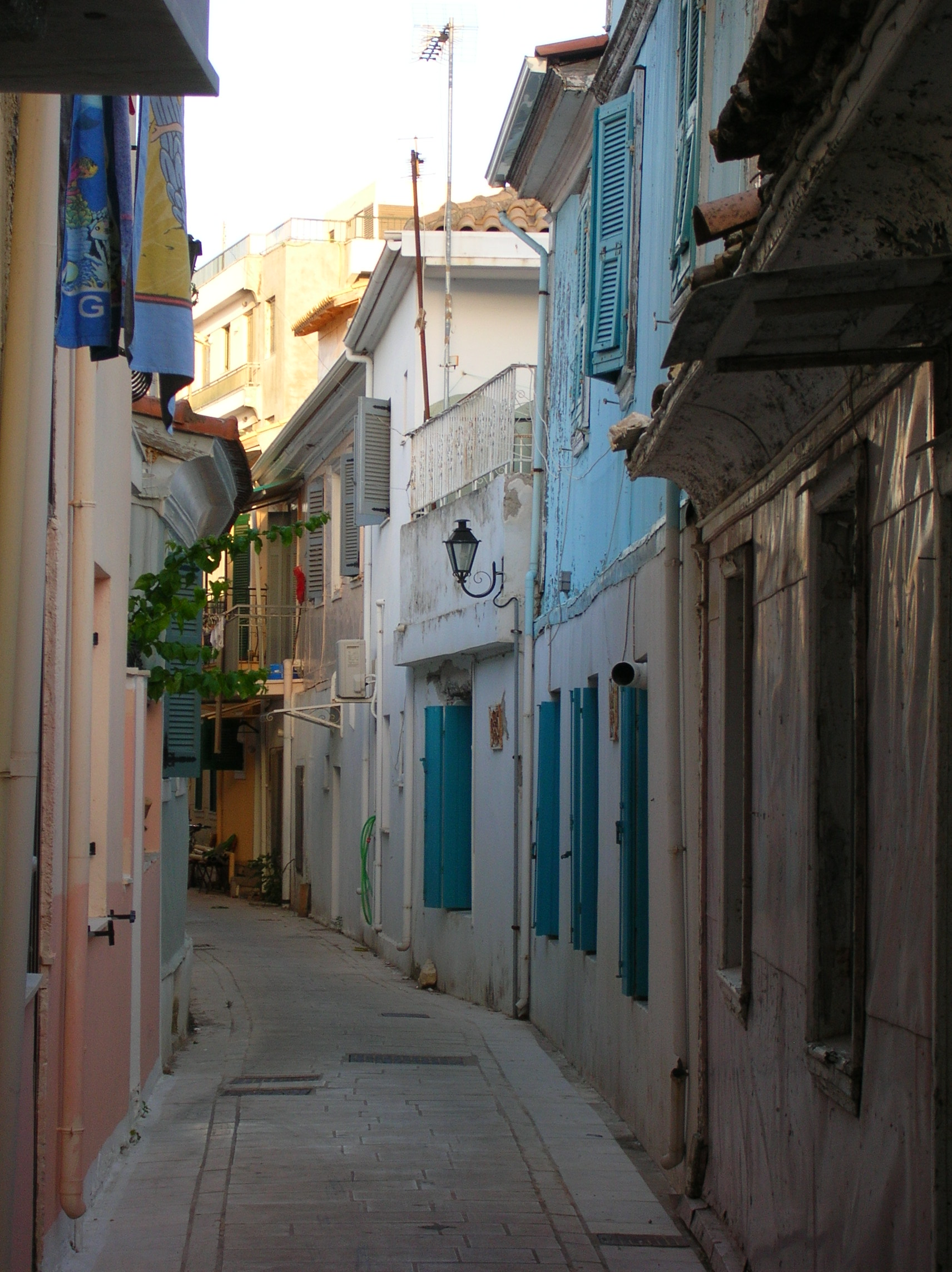
Typisch straatje in Lefkada